# Centennial Olympic Stadium

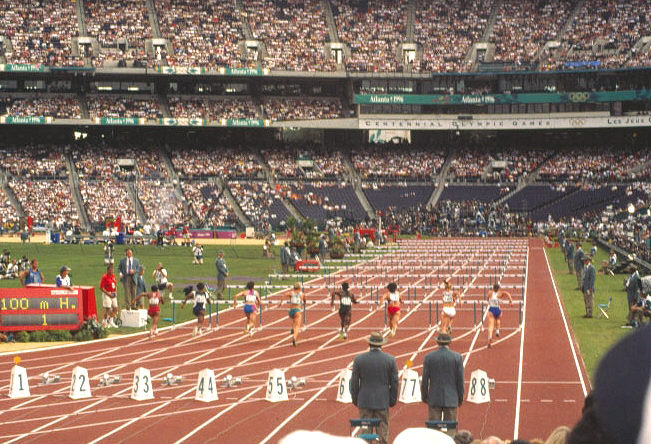
Final dos 100 metros com barreiras no Centennial Olympic Stadium durante os Jogos de Atlanta.

O Centennial Olympic Stadium (em português:  Estádio Olímpico Centenário) foi um estádio especialmente construído para os Jogos Olímpicos de Verão de 1996 em Atlanta, Estados Unidos. Com capacidade para 85 000 espectadores, o estádio começou a ser construído em 1993 e ficou pronto próximo a abertura dos Jogos, em julho de 1996.
Durante a disputa de atletismo, os presentes no estádio viram o canadense Donovan Bailey vencer a disputa dos 100 metros rasos com o recorde mundial de 9.84 segundos; Michael Johnson triunfou nos 200 e 400 metros, sendo que seu tempo nos 200 metros persiste até os dias atuais; Marie-José Perec, da França, também venceu as duas provas no feminino, além do título de Carl Lewis no salto em distância.
Após a cerimônia de encerramento dos Jogos Paraolímpicos de Verão de 1996, o estádio passou por uma grande reformulação para tornar-se a nova casa da equipe de beisebol Atlanta Braves. As mudanças acarretaram na retirada da pista de atletismo e de setores da arquibancada, remodelados de acordo com o formato diamante da quadra de beisebol. Após as obras, o estádio passou a comportar apenas 45.000 pessoas.
O Comitê dos Jogos Olímpicos de Atlanta ofertou o estádio por 207 milhões de dólares ao Atlanta Braves, sendo o local não mais administrado pelo comitê. Com o fim da transação, o estádio foi renomeado para Turner Field, tornando-se propriedade de Ted Turner dono dos Braves.